# Журавль (танец)
Журавль (бел. Журавель; укр. Журавель, Вести журавля) — белорусский, казацкий, русский, украинский танец-игра, где главным персонажем выступал «журавль». Исполняется под музыку с размером 2/4 или 4/4. Происходит от хоровода и является одним из древнейших славянских танцев. До XIX века представлял собой часть магического обряда на свадьбах, также связан с колядованием.

## Описание
Несколько девушек танцуют, другие охраняют их от «журавлей» (парней), поют, например в белорусском варианте:
Пасею я лён, канапель,

Налятае журавель…
Если парни ловили девушек, пели все вместе:
Ішлі хлопцы мяжою,

Пілі смалу дзяжою…
В ином варианте исполнители медленно поднимают то правую, то левую ногу, имитируя шаги журавля. В центре круга ходит парень — «журавль». Если пары кружатся, «журавль» стремится вырвать какую-нибудь девушку из рук кавалера. Девушки поют:
Да ўнадзіўся журавель

Да да нашых канапель

Такі-такі чубаты,

Такі-такі насаты!…
Когда девушки закричат: «Хапай, журавель!» — он должен схватить девушку за руку и станцевать с ней один круг. «Журавлём» в круге остаётся парень без пары.
Зооморфный образ журавля распространён у многих народов: у сибирских фино-угров, у восточных славян, в странах Балтии, Германии, Молдавии и Румынии. Один и тот же образ одетого актёра, который носит птичью голову с длинным клювом, на востоке и юго-запад Украины считается журавлём, тогда как на северо-западе, а также в Польше — аистом. Семантическая сходство, а порой и взаимозаменяемость обеих названных перелетных птиц прослеживается и в материалах обрядовой хореографии.
Д. М. Бантыш-Каменский в своей «Истории Малой России» (1822) подметил, что «Журавля» начинают вести после установления факта целомудрия невесты (обряд «перезв» или «перезва»). Он кратко описа́л само действо:

Начинается гулянье, попойка, Журавель. Все гости берутся крепко за руки, пляшут и поют:
Та внадився (повадился) журавель.
Та до наших конопель,
Таки, таки, журавель,
Таки, таки, цибатий,
Таки, таки, носатий…

Историк отметил «бессмыслицу» и «неблагопристойность» дальнейших куплетов песни, обвинив в этом исполнявших её «пьяных баб».
Исполнение «Журавля» во время «перезв» (украинский свадебный обряд), вероятно, должно было обеспечить успешный процесс зачатия и деторождения. Ф. Волков дал такую характеристику этого свадебного танца у украинцев: «Это род круга, болгарского хоро, исполнение которого сопровождают разными эротическими движениями, как, например, хватание друг друга за pudenda (половые органы)». Этим можно объяснить особое внимание к половых органам и полового акта.

## Игра
Известно и игра «У журавля», в которой действующими лицами выступали «мать», «журавль» и «дети». «Мать» разговаривает с «журавлём», который хочет поймать и съесть «детей». «Журавль» хватает «детей», они ловят вора и клюют его пальцами по макушке. То же делают и с «матерью», если она не уберегла «детей». В танцах и играх про журавля проявляются древние верования в культ птиц (животный тотемизм). По наблюдениям Н. Н. Никольского, на Полесье журавль считался «подателем всякого добра».